# Fanas
Fanas is een plaats en voormalige gemeente in het Zwitserse kanton Graubünden en maakt deel uit van het district Prättigau/Davos.
Fanas telt 385 inwoners.

## Geschiedenis
Op 1 januari 2011 werden de gemeenten Fanas en Valzeina opgenomen in de gemeente Grüsch.